# Gus Schilling
August Schilling, född 20 juni 1908 i New York, död 16 juni 1957 i Los Angeles, var en amerikansk skådespelare.
Schilling var god vän med skådespelaren och regissören Orson Welles och medverkade som skådespelare i fem av Welles filmer: En sensation (1941), De magnifika Ambersons (1942), Lady från Shanghai (1947), Macbeth (1948) och En djävulsk fälla (1958).